# Lonicera hypoglauca
Lonicera hypoglauca är en kaprifolväxtart. Lonicera hypoglauca ingår i släktet tryar, och familjen kaprifolväxter.

## Underarter
Arten delas in i följande underarter:
- L. h. hypoglauca
- L. h. nudiflora
- L. h. glabrata